# Franz Radicke
Franz Radicke (* 15. August 1909 in Berlin; † 14. Januar 1985 in Potsdam) war ein deutscher SED-Funktionär.

## Leben
Radicke, Sohn einer Arbeiterfamilie, erlernte den Beruf des Kunst- und Bautischlers und trat dem Deutschen Metallarbeiterverband bei. Er wurde Mitglied der SAJ, später der Roten Jungfront und des KJVD. 1929 trat er der KPD bei. 
Nach der „Machtergreifung“ der Nationalsozialisten 1933 beteiligte er sich am Widerstand gegen das NS-Regime, wurde verhaftet und zu zwei Jahren Gefängnis sowie fünf Jahren Ehrverlust verurteilt. Gegen Ende des Zweiten Weltkrieges wurde er zur Wehrmacht eingezogen, diente bei den Panzerpionieren und lief im März 1945 zur Roten Armee über. 
Nach Ende des Krieges kehrte er nach Deutschland zurück, beteiligte sich als Mitglied der KPD aktiv am Neuaufbau und wurde 
zunächst Leiter des Kinderheimes Heilbrunn im Land Brandenburg. Seit 1946 Mitglied der SED, fungierte er als Zweiter Sekretär der SED-Kreisleitung Kyritz und als Erster Sekretär der SED-Kreisleitungen Wittstock (1953–1955) und Pritzwalk (1955–1960). Von 1962 bis Mai 1971 war er Vorsitzender der Bezirksrevisionskommission Potsdam der SED. Anschließend wirkte er als Vorsitzender der Bezirkskommission zur Betreuung verdienter Parteiveteranen der SED-Bezirksleitung Potsdam.

## Auszeichnungen
- Orden Banner der Arbeit (1969)
- Vaterländischer Verdienstorden in Silber (1975) und in Gold (1979)[2]
- Karl-Marx-Orden (1984)

## Schriften
- Vom Ich zum Wir. Sozialistische Umgestaltung auf dem Lande: Erinnerungen an die Jahre 1952–1960 im Kreis Pritzwalk. Kreisleitung Pritzwalk der SED, Kommission zur Erforschung der Geschichte der Örtlichen Arbeiterbewegung 1980.